# Courgeoût
Courgeoût és un municipi francès situat al departament de l'Orne i a la regió de Normandia. L'any 2007 tenia 456 habitants.

## Demografia

### Població
El 2007 la població de fet de Courgeoût era de 456 persones. Hi havia 160 famílies de les quals 28 eren unipersonals (16 homes vivint sols i 12 dones vivint soles), 44 parelles sense fills, 72 parelles amb fills i 16 famílies monoparentals amb fills.
La població ha evolucionat segons el següent gràfic:
Habitants censats

### Habitatges
El 2007 hi havia 208 habitatges, 161 eren l'habitatge principal de la família, 39 eren segones residències i 8 estaven desocupats. Tots els 206 habitatges eren cases. Dels 161 habitatges principals, 141 estaven ocupats pels seus propietaris i 20 estaven llogats i ocupats pels llogaters; 4 tenien dues cambres, 19 en tenien tres, 43 en tenien quatre i 95 en tenien cinc o més. 129 habitatges disposaven pel capbaix d'una plaça de pàrquing. A 58 habitatges hi havia un automòbil i a 98 n'hi havia dos o més.

### Piràmide de població
La piràmide de població per edats i sexe el 2009 era:
| Homes | Edats   | Dones |
| ----- | ------- | ----- |
| 0     | 95 o +  | 0     |
| 0     | 90 a 94 | 0     |
| 4     | 85 a 89 | 4     |
| 0     | 80 a 84 | 0     |
| 8     | 75 a 79 | 4     |
| 4     | 70 a 74 | 12    |
| 24    | 65 a 69 | 16    |
| 4     | 60 a 64 | 4     |
| 12    | 55 a 59 | 8     |
| 12    | 50 a 54 | 16    |
| 20    | 45 a 49 | 12    |
| 12    | 40 a 44 | 12    |
| 16    | 35 a 39 | 36    |
| 20    | 30 a 34 | 16    |
| 4     | 25 a 29 | 16    |
| 8     | 20 a 24 | 20    |
| 12    | 15 a 19 | 4     |
| 36    | 10 a 14 | 8     |
| 36    | 5 a 9   | 12    |
| 8     | 0 a 4   | 24    |

## Economia
El 2007 la població en edat de treballar era de 291 persones, 207 eren actives i 84 eren inactives. De les 207 persones actives 199 estaven ocupades (102 homes i 97 dones) i 8 estaven aturades (4 homes i 4 dones). De les 84 persones inactives 24 estaven jubilades, 42 estaven estudiant i 18 estaven classificades com a «altres inactius».

### Ingressos
El 2009 a Courgeoût hi havia 163 unitats fiscals que integraven 450 persones, la mediana anual d'ingressos fiscals per persona era de 18.487 €.

### Activitats econòmiques
Dels 16 establiments que hi havia el 2007, 1 era d'una empresa de fabricació d'altres productes industrials, 5 d'empreses de construcció, 1 d'una empresa d'hostatgeria i restauració, 1 d'una empresa immobiliària, 4 d'empreses de serveis, 3 d'entitats de l'administració pública i 1 d'una empresa classificada com a «altres activitats de serveis».
Dels 5 establiments de servei als particulars que hi havia el 2009, 2 eren guixaires pintors, 2 fusteries i 1 electricista.
L'any 2000 a Courgeoût hi havia 30 explotacions agrícoles que ocupaven un total de 1.504 hectàrees.

## Poblacions més properes
El següent diagrama mostra les poblacions més properes.